# Hubert Salentin

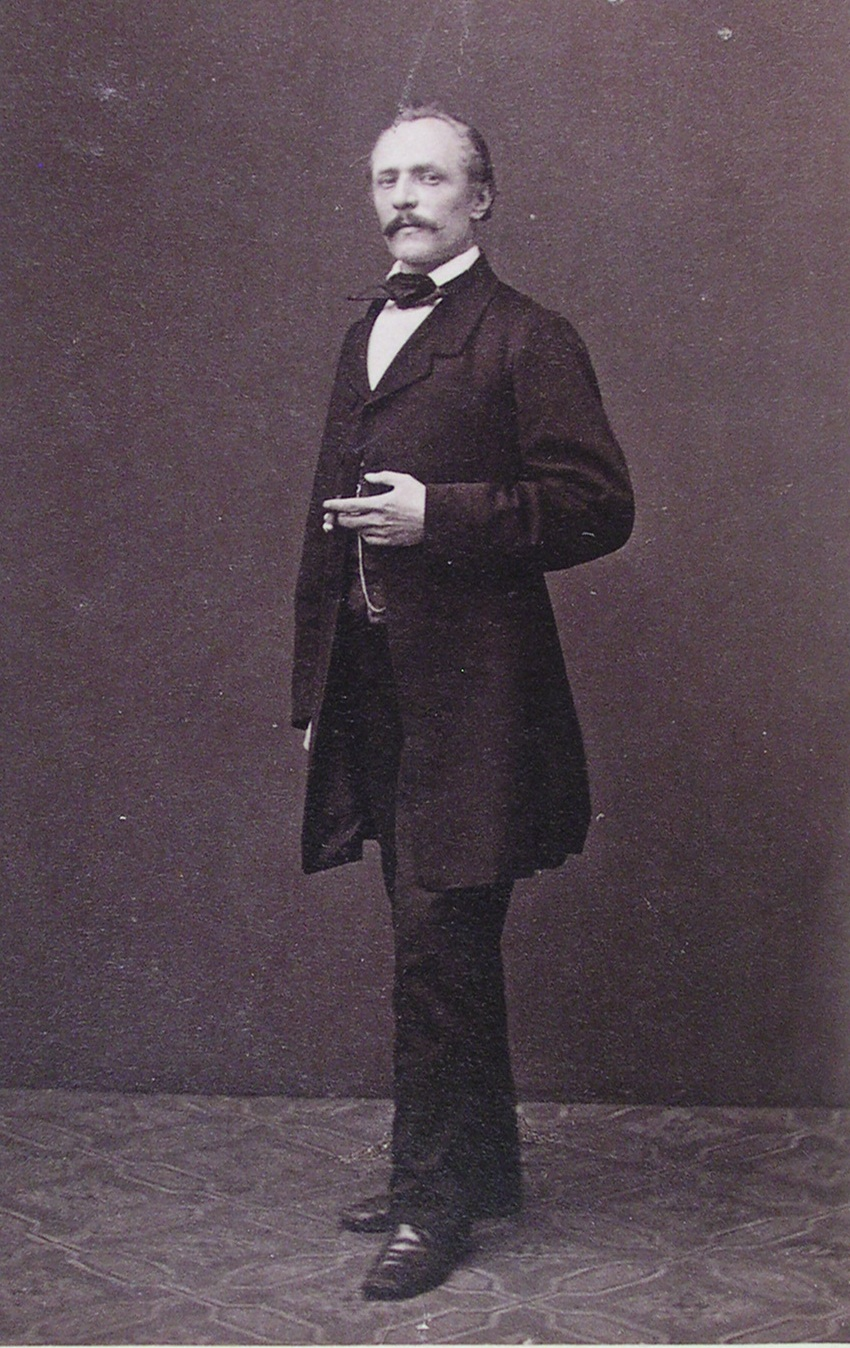
Hubert Salentin, ca. 1865, Foto Arnold Overbeck, Gebr. G. & A. Overbeck in Düsseldorf

Hubert Salentin (* 15. Januar 1822 in Zülpich; † 6. Juli 1910 in Düsseldorf) war ein deutscher Genremaler der Düsseldorfer Schule.

## Leben

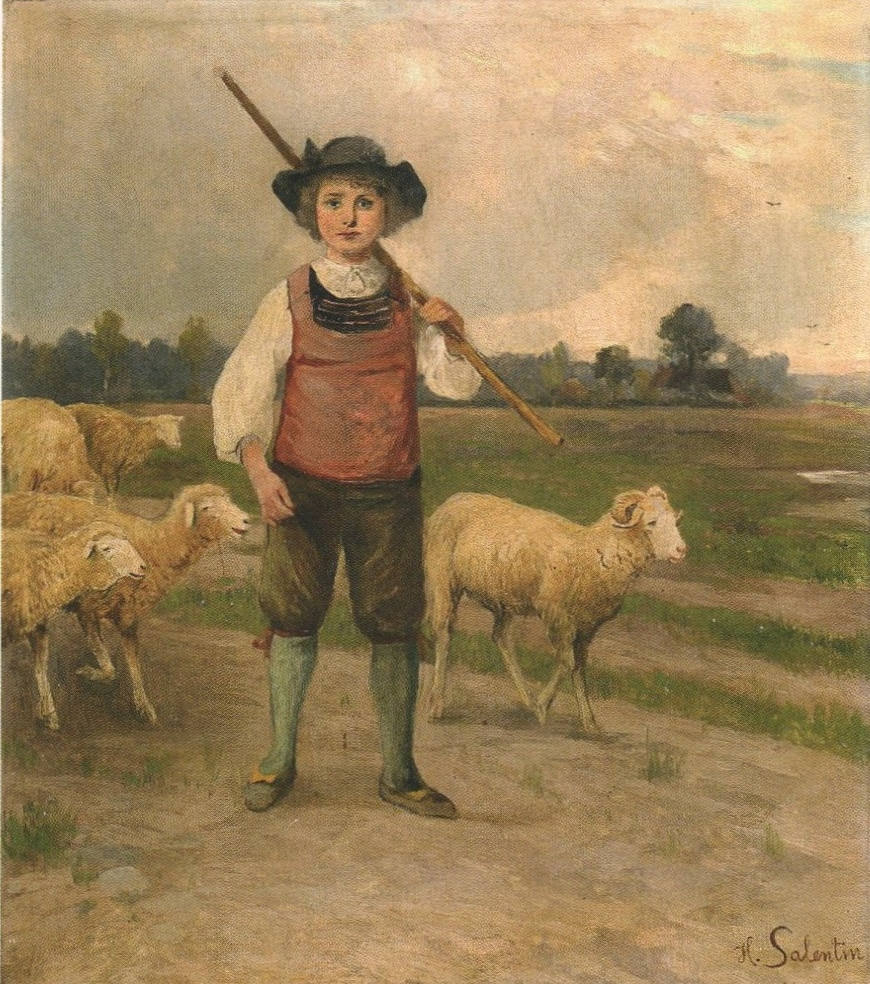
Ölgemälde der Hirtenjunge

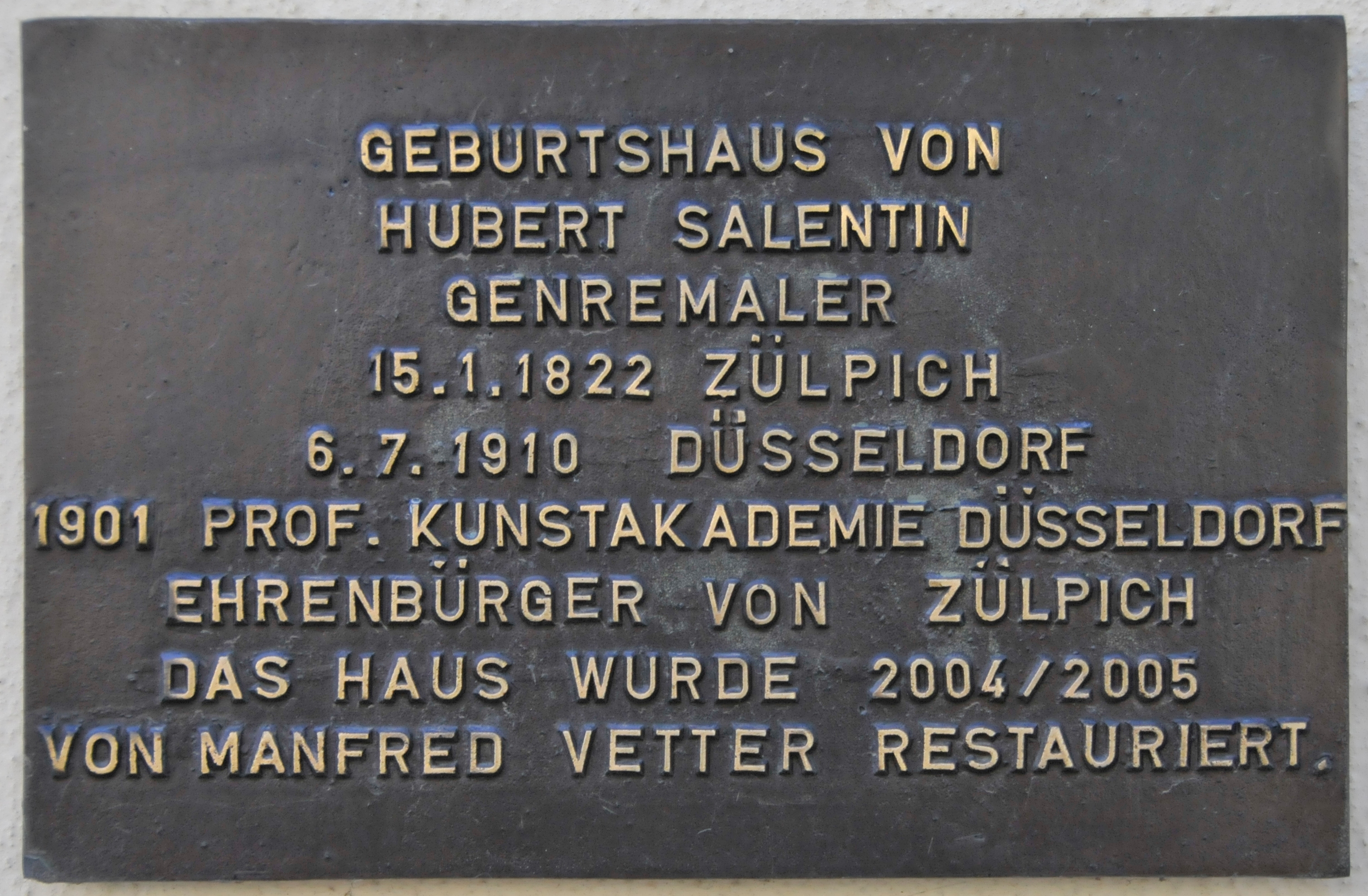
Gedenktafel für Salentin an seinem Geburtshaus in der Münsterstraße in Zülpich

Salentin war 14 Jahre lang Nagelschmied und hat diese Ausbildung als Meister abgeschlossen. Die Malerei betrieb er nebenbei als Porträtist in seiner Heimatstadt Zülpich. Er kam erst 1850 auf die Düsseldorfer Akademie, wo Wilhelm von Schadow, Carl Ferdinand Sohn und Adolph Tidemand seine wichtigsten Lehrer waren. Er malte mit Vorliebe gemütvolle Genreszenen aus dem bäuerlichen Leben in Westdeutschland, die sich durch korrekte Zeichnung und lichte Farbgebung bei flüssiger Behandlung auszeichnen.

## Hubert-Salentin-Museum
2024 wurde in Zülpich direkt am Geburtshaus von Hubert Salentin das Hubert Salentin-Museum eröffnet, das die Salentin-Sammlungen der Stadt Zülpich und die Werke der Manfred Vetter-Stiftung für Kunst und Kultur miteinander vereint. 

## Werke (Auswahl)
Von seinen zahlreichen Bildern sind hervorzuheben:
- Der Schmiedelehrling
- Das Maifest
- Der blinde Knabe (Museum in Besançon)
- Die Nachbarn (Museum in Douai)
- Goldene Hochzeit (1857)
- Die Frühlingsboten (Museum in Prag)
- Die Heilquelle (Museum in Köln, 1866)
- Die Dorfkirche (städtische Galerie in Düsseldorf)
- Wallfahrer vor der Kapelle (1870, Nationalgalerie Berlin)
- Der kleine Prinz auf Reisen (1873)
- Kahnfahrt zur Kapelle (1875)
- Die kleinen Gratulanten (1879)
- Hirtenkinder (1880)
- Der Storch (1886)
- Die Probe des Kinderchors (1888)

## Gestohlene Werke
- Abendfrieden im Schwarzwald, Ölgemälde, 70,5 × 94,3 cm (Juli 2006 gestohlen)[2]
- Wallfahrt nach Kevelaer, 70 × 90 cm, (Oktober 2019 gestohlen)[3]